# Islas Gilbert
Las islas Gilbert son una cadena de dieciséis atolones e islas coralinas situadas en el océano Pacífico central pertenecientes a la República de Kiribati. «Kiribati» es la traducción de «Gilbert», en plural, en idioma gilbertés.

## Historia
Las islas Gilbert estuvieron habitadas por pueblos austronesios durante muchos siglos antes de ser descubiertas por los europeos. 
El contacto con europeos comenzó en el siglo XVI cuando Magallanes, Saavedra y Quirós descubrieron y conquistaron las islas del Papa Clemente VIII en 1520; las islas de la Reina Catalina en 1528 y la isla (La) Carolina en 1606 (el dominio español duró de 1528-1885); en esa época se llamaban las Islas de Santa Catalina, en honor a la reina Catalina de Aragón. Rebautizadas posteriormente como islas Gilbert. Esta nueva denominación se debe a que en 1788 el capitán Thomas Gilbert del Charlotte y el capitán John Marshall del Scarborough recorrieron la zona, cruzando las islas de Abemama, Kuria, Aranuka, Nikunau, Abaiang, Butaritari y Makin. En años posteriores, muchos barcos navegaron a través de las pequeñas islas y atolones Gilbert en el curso de sus travesías por el Pacífico central. Dos naves de la Expedición Exploradora de los Estados Unidos, los navíos Peacock y Flying Fish, bajo la comandancia del capitán Hudson, visitaron varias de las Islas Gilbert, conocidas en aquel tiempo como islas Kingsmill. Se dedicó un tiempo considerable para dibujar las cartas de navegación del área.  El primer asentamiento colonial inglés se fundó en 1837 y tras la Crisis de las Carolinas en 1885, España dejó de reclamar la soberanía sobre las islas Gilbert.

### Protectorado británico
Tuvieron que jurar fidelidad a la Corona británica, que estableció un protectorado en el 27 de mayo de 1892 por el capitán Davis, del HMS Royalist, que se unieron con las islas Ellice. Y en 1915, las islas Gilbert y Ellice fueron proclamadas una colonia del Imperio británico.
Los nativos de las islas Gilbert son micronesios, similares en varios aspectos con los nativos de las islas Marshall, las islas Carolinas y las islas Marianas. En la época de la invasión japonesa en 1942, eran pueblos que se gobernaban a sí mismos, con sus tradiciones tribales no modificadas por el sistema británico de administración y gobierno de las colonias. Leales a los británicos, los gilberteses no vieron con buenos ojos las probabilidades de ser invadidos por los japoneses. Durante su estadía en las islas Gilbert, los japoneses no hicieron nada para cambiar la opinión de los gilberteses sobre este punto de vista.
La principal industria en las islas era la producción de fosfato de los depósitos de la isla Banaba. Además, se cultivaban palmeras de coco en algunas de las islas. Todo el trabajo era supervisado por los británicos y todos los esfuerzos que se realizaron fueron para que los salarios y las condiciones de vida fueran justas y adecuadas. Las inspecciones sanitarias de los británicos mejoraron mucho las condiciones de vida en muchas de las islas. 
La dieta de los nativos antes de la Segunda Guerra Mundial consistía principalmente en pescado, coco, fruta del pandanus, pollo babai y un poco de cerdo. La instalación de viviendas para los europeos empleados en la isla fue muy simple. Sus casas estaban construidas por materiales europeos y nativos, y eran generalmente tipo bungaló. No había ninguna clase de turismo.
Al comienzo de la Guerra, el 78 % de la población indígena se consideraba cristiana. Este grupo se subdividió, principalmente, en dos denominaciones: congregacionalistas (43 %), y católicos (35 %). El resto de la población eran agnósticos semipaganos; no estaban adheridos a ninguna fe Cristiana, tampoco practicaban mucho las creencias religiosas en sus propios dioses antiguos.
El 84 % de la población gilbertesa era alfabeta, ya que aceptaron de buena gana los esfuerzos educativos de la colonia. Toda la educación en las islas estuvo bajo la supervisión del Departamento de Educación Colonial, cuyos objetivos eran educar a los muchachos nativos para trabajos comerciales y gubernamentales, y estandarizar el nivel de educación a lo largo de la colonia. La mayor parte de la educación fue provista por las misiones, las cuales mantuvieron todas las escuelas de las aldeas y entrenaron a los maestros nativos.
Gracias a la mejora de la salud pública y a la erradicación de métodos de control de natalidad como el aborto, la superpoblación se convirtió en un problema en la década de 1930. El plan de expansión denominado Proyecto de Colonización de las Islas Fénix trató de aliviar la superpoblación en las islas Gilbert, alentando el desarrollo en tres atolones deshabitados en las islas Fénix. Este fue el último intento de colonización del Imperio británico.

### Segunda Guerra Mundial
Después del Ataque a Pearl Harbor en diciembre de 1941, los japoneses ocuparon el atolón Makin inmediatamente y arrasaron Tarawa. En febrero de 1942, los británicos evacuaron la mayoría de la gente de Tarawa, aunque varios misioneros y guardacostas eligieron permanecer en la isla. 
El 17 de agosto de 1942, 221 marines de los Estados Unidos del 2.º batallón de los Raiders fueron desembarcados en Makin desde dos submarinos. El ataque fue ideado por los estadounidenses con el objetivo de confundir a los japoneses sobre sus intenciones en el Pacífico. Sin embargo, tuvo la consecuencia de alertar a los japoneses sobre la importancia estratégica de las islas Gilbert, lo que provocó su refuerzo y fortificación. 
Tarawa y Apamama fueron ocupadas a la fuerza por los japoneses en septiembre de 1942, y durante el año siguiente se establecieron guarniciones en Betio (atolón Tarawa), y Butaritari (atolón Makin). En el resto de las Gilbert las fuerzas niponas eran insignificantes. 
El 20 de noviembre de 1943, la 2.ª División de Marines estadounidense las invadió en las batallas de Makin y Tarawa. Las islas Gilbert fueron utilizadas para apoyar la invasión de las Islas Marshall en febrero de 1944.

### Independencia
En 1971, la colonia se convirtió en autónoma. De 1976 a 1978, las islas Ellice fueron divididas, y las Gilbert se transformaron en la colonia de las «Islas Gilbert». El 12 de julio de 1979, las islas Gilbert proclamaron su independencia, convirtiéndose en un país independiente, Kiribati.

## Geografía
Los atolones e islas están ubicadas en una línea norte a sur. En orden alfabético, son:
- Abaiang
- Abemama
- Aranuka
- Arorae
- Beru
- Butaritari (antes Makin)
- Kuria
- Maiana
- Marakei
- Nikunau
- Nonouti
- Onotoa
- Tabiteuea
- Tamana
- Tarawa